# Motor City Machine Guns
 (juillet 2021).
Palmarès
AAW Tag Team Championship (1 fois)
 IWGP Junior Heavyweight Tag Team Championship(1 fois)
ZERO1-MAX International Lightweight Tag Team Championship(1 fois)
Impact World Tag Team Championship (2 fois, actuels)
TNA X Division Championship (10 fois) - Sabin (1) et Shelley (1)
The Motor City Machine Guns est une équipe de catcheurs Face composée d'Alex Shelley et de Chris Sabin. Le duo travaille actuellement à la World Wrestling Entertainment, dans la division SmackDown.
Le nom de l'équipe (ainsi que plusieurs de leurs anciens noms comme Murder City Machine Guns) vient de Détroit, la ville natale de Sabin et Shelley. Ils sont principalement connus pour leur style de combat principalement composé d'actions combinées à deux,.
Après avoir remporté de multiples titres sur le circuit indépendant sur lequel ils remportèrent plusieurs titres depuis leur formation en 2006, les Motor City Machine Guns ont remporté leurs premiers championnats mondiaux par équipe : les Championnats du Monde par équipe de la TNA, en 2010 à l'occasion de Victory Road. 10 ans plus tard, ils remportèrent ces titres pour la deuxième fois.

## Carrière

### Circuit Indépendant
Lors de 2CW Nightmare Before Christmas, ils battent les 2CW Tag Team Champions, The American Wolves (Davey Richards et Eddie Edwards).

### Ring of Honor (2007–2008; 2010)
Le 30 mars 2007, dans leur ville natale de Détroit, ils font leurs débuts à la Ring Of Honor sous le nom de The Murder City Machine Guns en défiant puis en attaquant Jay Briscoe après que lui et son frère Mark Briscoe, qui s'était blessé pendant le match est remporté les ROH World Tag Team Championship contre Naruki Doi et Shingo. Lors de Good Times, Great Memories, ils perdent contre The Briscoe Brothers et ne remportent pas les ROH World Tag Team Championship.
En avril 2008, ils retournent à la Ring Of Honor, perdant contre The Age of the Fall (Jimmy Jacobs et Tyler Black) le 18 et battant The Briscoe Brothers le 19,.
Lors de Supercard Of Honor V, ils perdent par disqualification contre The Kings of Wrestling (Claudio Castagnoli et Chris Hero) et ne remportent pas les ROH World Tag Team Championship après une intervention de The Briscoe Brothers.

### Total Nonstop Action Wrestling

#### Début et rivalité avec Team 3D (2007–2008)

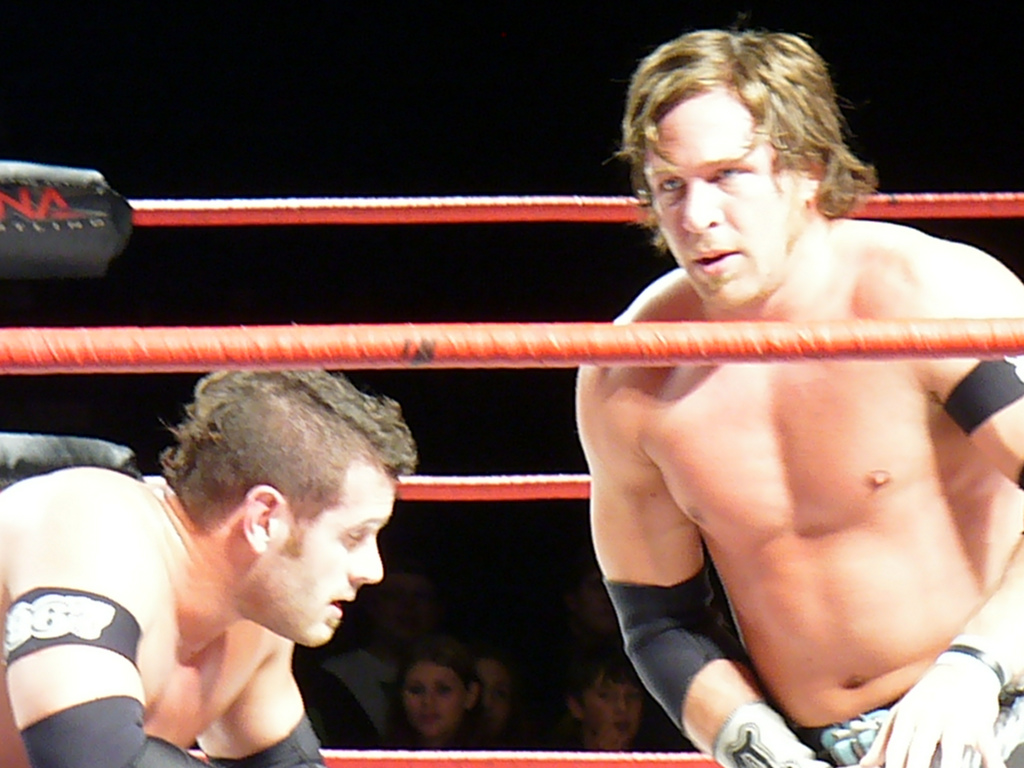
Alex Shelley et Chris Sabin en 2008.

C'est après Lockdown 2007 que l'équipe se crée, elle a même Kevin Nash comme manager. 
Pendant la rivalité, la Team 3D a décerné le TNA X Division Championship volé à Devine, avant que Devine ne remporte purement et simplement le titre. 
Ils deviennent ensuite Tweener, manquant de respect à Christian Cage, A.J. Styles, Consequences Creed, B.G. James et The Latin American Xchange, mais sont cependant toujours acclamés fortement par les fans et montrant du respect pour les fans.

#### Diverses Rivalités (2008–2010)
Lors de l'épisode d'Impact du 30 octobre, ils forment avec A.J. Styles, Samoa Joe, Jay Lethal, Consequences Creed, Petey Williams, Eric Young et ODB une faction de jeunes lutteurs appelée The TNA Front Line pour s'opposer à The Main Event Mafia.
Lors de Turning Point (2008), ils perdent contre Beer Money, Inc. (James Storm et Robert Roode) et ne remportent pas les TNA World Tag Team Championship après l'intervention de leur manager Jacqueline. Plus tôt dans la soirée, ils ont manqué de respect à Mick Foley alors qu'il s'adressait aux originaux de la TNA en coulisses.
Lors de Genesis (2009), Alex Shelley bat Chris Sabin en finale d'un tournoi pour remporter le vacant TNA X Division Championship. Lors de Destination X 2009, Shelley perd le titre contre Suicide dans un Ultimate X match qui comprenaient également Chris Sabin, Consequences Creed et Jay Lethal. Lors de Lockdown (2009), ils conservent leur IWGP Junior Heavyweight Tag Team Championship contre No Limit (Tetsuya Naitō et Yujiro) dans un Steel Cage Three Way Match qui comprenaient également The Latin American Xchange (Hernandez et Homicide). Lors de Sacrifice 2009, ils font équipe avec Sheik Abdul Bashir mais perdent contre Eric Young et Lethal Consequences (Consequences Creed et Jay Lethal).

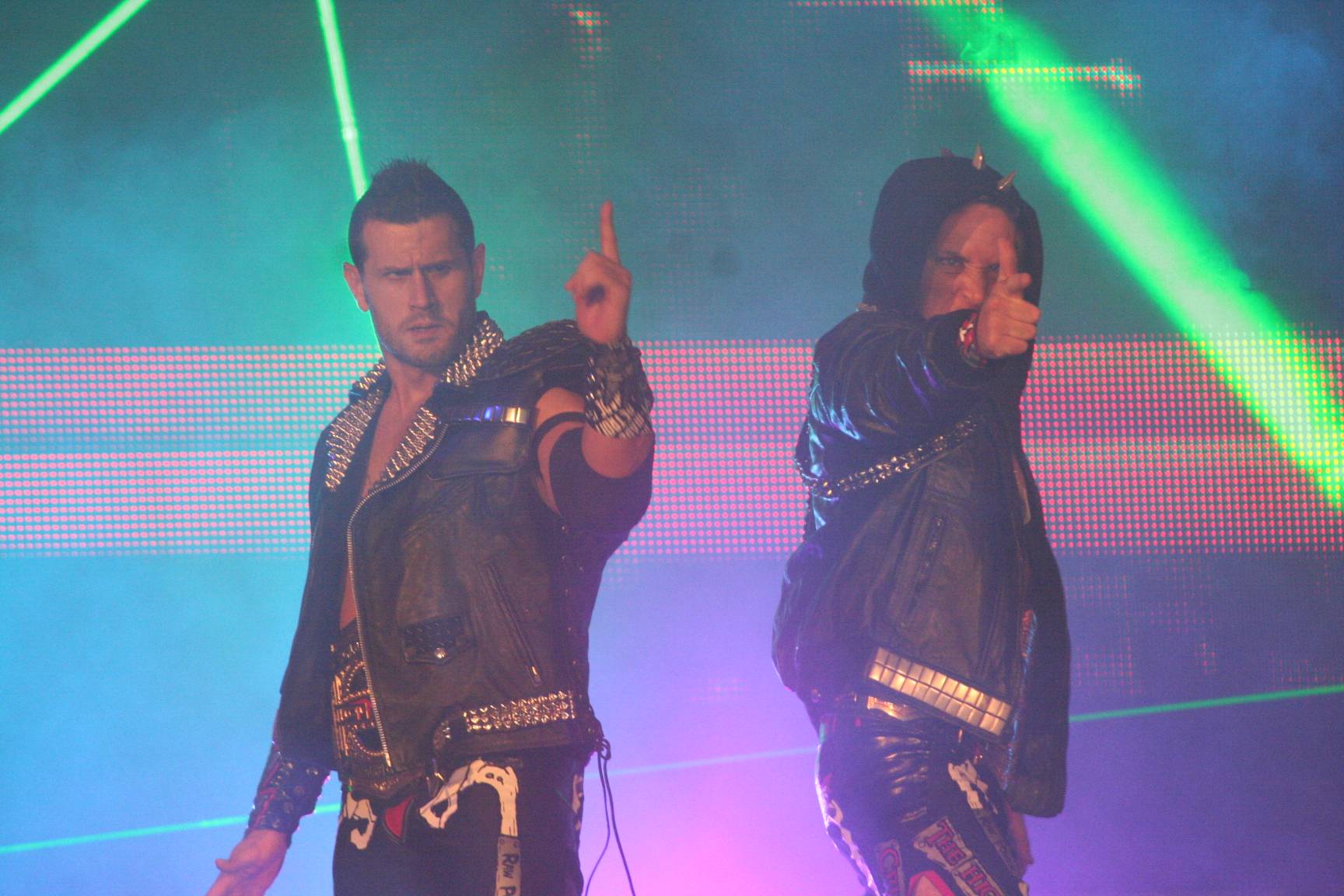
Shelley et Sabin en Juillet 2010

Lors de Turning Point 2009, ils perdent contre The British Invasion dans un Three Way match qui comprenaient également Beer Money, Inc. et ne remportent pas les TNA World Tag Team Championship. Lors de Final Resolution (2009), ils perdent contre The British Invasion et ne remportent pas les TNA World Tag Team Championship. Lors de Destination X (2010), ils battent The Young Bucks (Jeremy Buck et Max Buck) dans un Ultimate X match et deviennent challenger N°1 pour les TNA World Tag Team Championship. Lors de l’Impact du 12 avril, ils perdent contre le champion en titre Matt Morgan et Amazing Red qui remplacé Hernandez blessé pour ce match.

#### Règne de Champion Par Équipe (2010–2011)

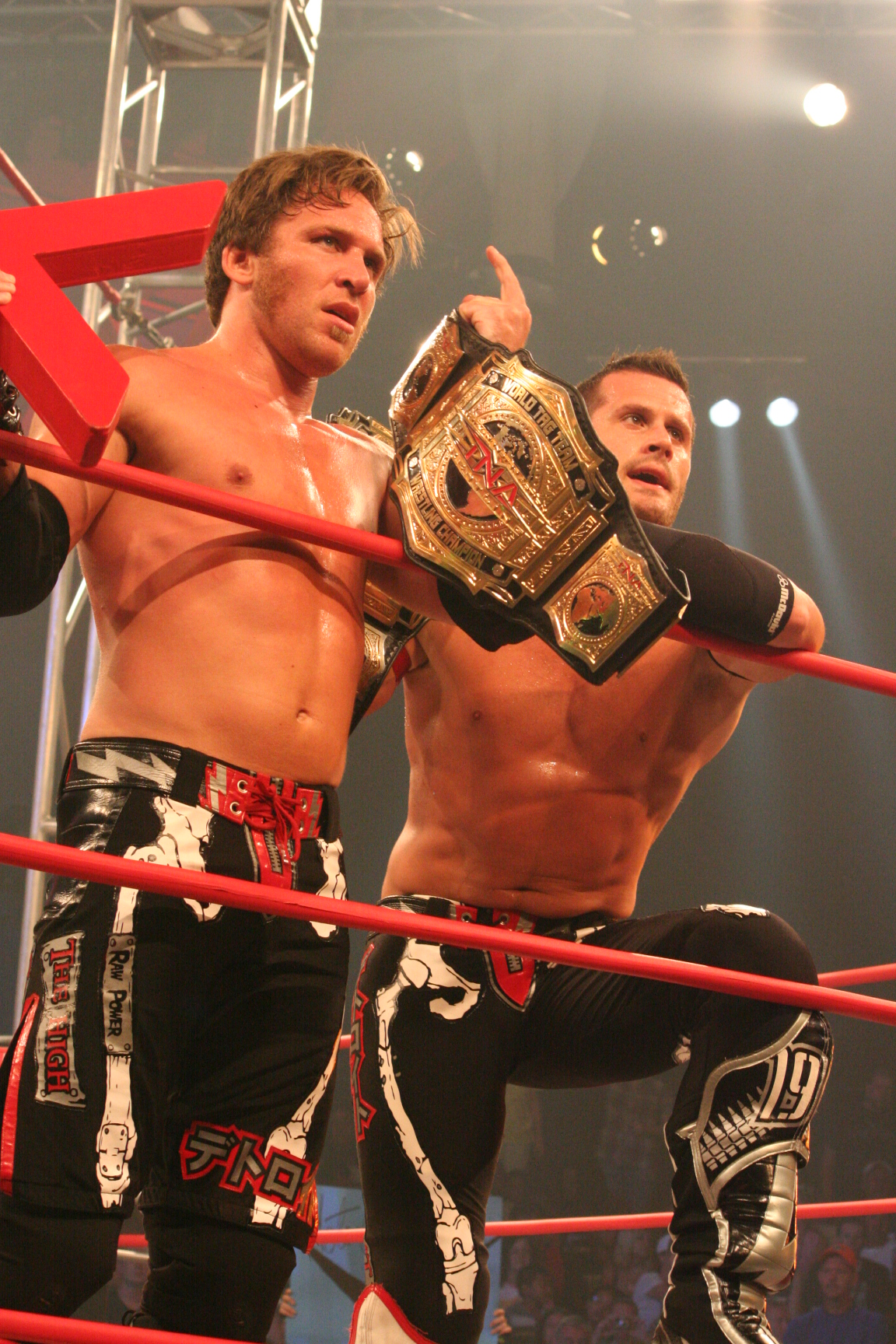
Sabin et Shelley avec les TNA World Tag Team Championship, après avoir battu Beer Money, Inc. dans un Ultimate X match

Lors de Sacrifice (2010), ils battent Beer Money, Inc. et Team 3D (Brother Devon et Brother Ray dans un Three Way Tag Team Match pour devenir Challengers N°1 au Championnat du Monde par équipe de la TNA. Lors de Victory Road (2010), ils battent Beer Money, Inc. sous une grande ovation et remportent pour la première fois les vacants TNA World Tag Team Championship. Est alors organisé un Best of Five Series (le meilleur sur cinq matches) entre les deux équipes. Beer Money remporte les deux premiers, respectivement un Ladder Match et un Street Fight. Les Guns remportent les trois affrontements qui suivirent soit un Steel Cage, un Ultimate X et un Two out of Three Falls. Lors de No Surrender (2010), ils conservent leur titres contre Generation Me. Après le match, Generation Me effectuent un Heel Turn en les attaquant et en blessant Shelley. Lors de l'épisode suivant d' Impact, Generation Me réclament les TNA World Tag Team Championship, affirmant que les champions ne seraient pas en mesure de les défendre pendant 30 jours, en raison de la blessure de Shelley, avant de voler le titre de Sabin,. Shelley fait cependant son retour deux semaines plus tard et promet à Génération Me une revanche pour les titres à Bound for Glory (2010). Lors de Bound for Glory (2010), ils conservent leur titres contre Generation Me, puis le même soir, la Team 3D a annoncé prendre sa retraite de la lutte professionnelle, mais ont demandé un dernier match contre eux, qu'ils qualifient de meilleure équipe dans le Catch. Ils acceptent, puis lors de Turning Point (2010), ils conservent leur titres contre la Team 3D,. Lors de Final Resolution 2010, ils conservent leur titres contre Generation Me dans un Full Metal Mayhem Match. Lors de l'Impact du 23 décembre 2010, ils font équipe avec Rob Van Dam et Matt Morgan pour battre Beer Money, Inc., Jeff Hardy et Abyss et conserver leurs titres. Lors de Genesis (2011), ils perdent leurs titres contre Beer Money, Inc. à cause d'une erreur de communication après 182 jours de règne. 
Lors de l'Impact du 13 janvier, ils ne parviennent pas à récupérer les titres contre Beer Money, Inc. à cause une nouvelle fois d'une erreur de communication. Durant les trois mois suivants, ils sont inactives à cause d'une blessure à la clavicule de Shelley, faisant retourner Sabin dans la X Division,. Lors de l'Impact du 28 avril, Shelley effectue son retour pour sauver Sabin d'un passage à tabac de Mexican America (Hernandez et Anarquia). Ironiquement, le jour du retour de Shelley, Sabin subi une blessure au genou lors de son match contre Anarquia se déchirant le ACL et le MCL. Plus tard dans la même semaine, Sabin subi une opération au genou, ce qui le met à l'écart pour le reste de l'année.

#### Retour (2012)
Ils effectuent leurs retour le 5 avril à Impact Wrestling et battent Mexican America puis annoncent leur intention d'affronter Samoa Joe et Magnus pour les TNA World Tag Team Championship. Lors de LockDown 2012, ils perdent contre Samoa Joe et Magnus dans un Lockdown Cage Match et ne remportent pas les TNA World Tag Team Championship. Le 21 mai, il est rapporté que Alex Shelley avait choisi de ne pas renouveler son contrat avec la compagnie, quittant donc cette dernière et mettant fin à l'équipe.

### Retour à la Ring of Honor (2016-2018)

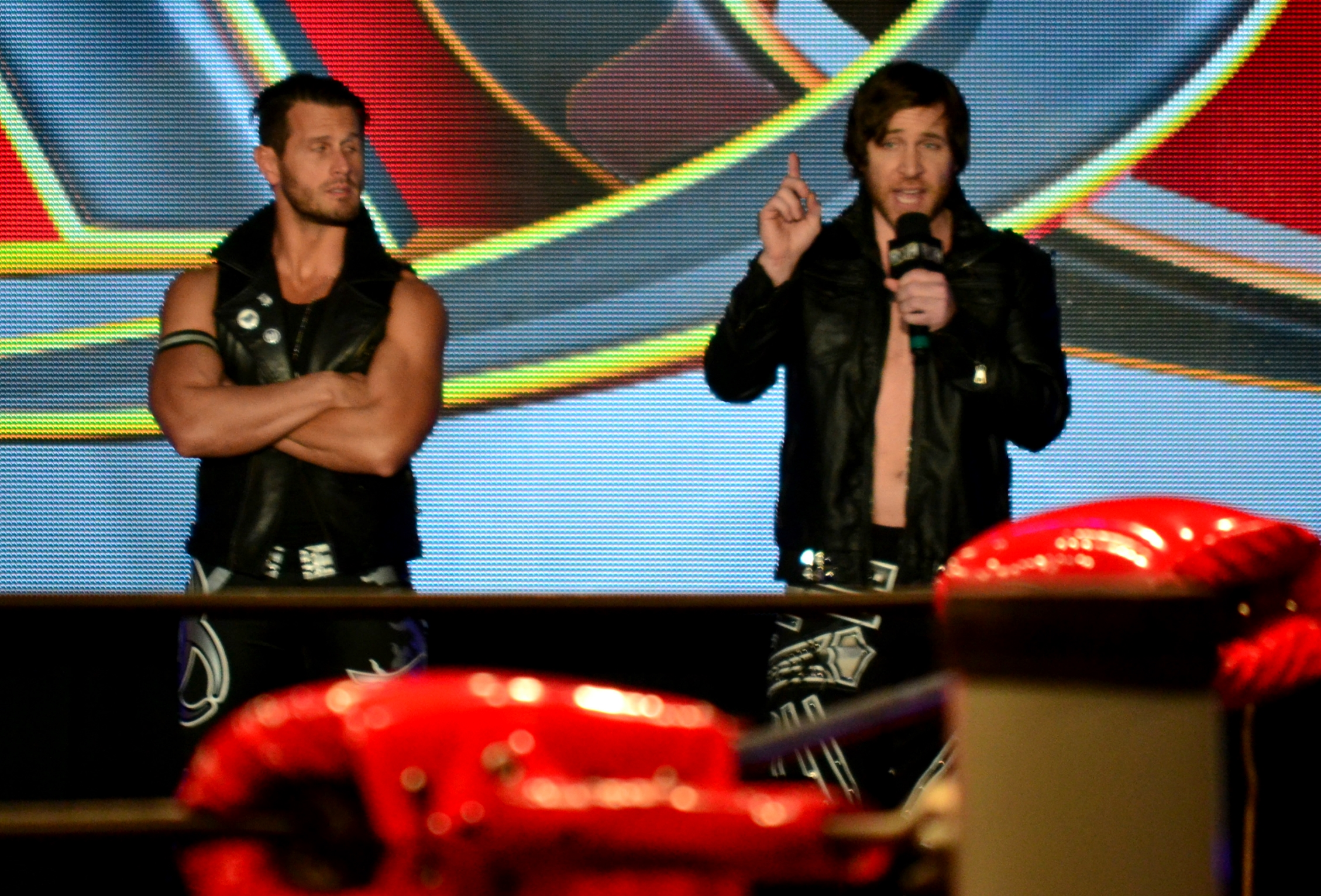
Shelley et Sabin en Février 2016

Le 26 février 2016, lors de 14th Anniversary Show, Sabin et Shelley reforment les Motor City Machine Guns, lorsque Sabin se retourne contre son coéquipier des Knights of the Rising Dawn (KRD) Christopher Daniels, aidant Shelley à le vaincre dans un match en simple. Aux enregistrements du jour suivant, ils battent The Addiction (Christopher Daniels et Frankie Kazarian) dans leur match retour. 
Lors de War of the Worlds (2016) - Night 1, ils font équipe avec Colt Cabana, The Briscoe Brothers et Adam Page mais perdent contre Bullet Club (Adam Cole, Guerrillas of Destiny (Tama Tonga et Tanga Loa) et The Young Bucks) à cause de Adam Page qui rejoint le Bullet Club en se retournant contre eux, pendant notamment Sabin au-dessus de la 3e corde. Le 4 juin, ils battent Bullet Club (Adam Cole et Adam Page). Lors de Best in the World 2016, ils perdent contre The Addiction et ne remportent pas les ROH World Tag Team Championship.
Lors de ROH Undisputed Legacy, ils font équipe avec Jay White et Lio Rush mais perdent contre Bullet Club (Adam Cole, Hangman Page, Matt Jackson et Nick Jackson). Lors de Honor Reigns Supreme, ils battent avec Jay White par disqualification The Kingdom (Matt Taven, TK O'Ryan et Vinny Marseglia), mais ne remportent pas les ROH World Six-Man Tag Team Championship. Ils forment ensuite un groupe nommé Search and Destroy avec Jay White, Jonathan Gresham et Lio Rush,. Lors de Gateway To Gold, ils perdent contre Bullet Club (Cody et Hangman Page). Lors de Best in the World 2017, ils battent avec Jay White et Jonathan Gresham dans un Losing Unit Must Disband Eight Man Tag Team Match, The Rebellion (Caprice Coleman, Kenny King, Rhett Titus et Shane Taylor), ce qui force ces derniers à se dissoudre.
Lors de Death Before Dishonor XV, ils battent The Young Bucks et remportent les ROH World Tag Team Championship. Lors de Final Battle 2017, ils conservent les titres contre The Best Friends (Chuckie T et Beretta). Lors de 16th Anniversary Show, ils perdent leur titres contre The Briscoe Brothers. En juin, Shelley se blesse. Le 20 juillet 2018, Shelley quitte la promotion et se retire de la compétition active, mettant fin à l'équipe.

### New Japan Pro-Wrestling (2009-2010; 2012-2015; 2022-2023)
Le 4 janvier 2009 à Wrestle Kingdom III in Tokyo Dome, ils battent No Limit (Tetsuya Naitō et Yujiro) pour remporter les IWGP Junior Heavyweight Tag Team Championship. Le 5 juillet, ils perdent les titres contre Apollo 55 (Prince Devitt et Ryusuke Taguchi).
Le 31 juillet, la New Japan Pro Wrestling annonce qu'ils effectueront leur retour dans la compagnie le 21 août. Le 21 août, ils perdent contre The Young Bucks et ne remportent pas les IWGP Junior Heavyweight Tag Team Championship.

### Retour à Impact Wrestling / Total Nonstop Action Wrestling (2020-2024)

#### Retour, triples champions du monde par équipes, champions en solo et départ (2020-2024)
Le 18 juillet à Slammiversary XVIII, ils font leur retour à l'Impact Wrestling, après 10 ans d'absence, disputent leur premier match et battent The Rascalz (Dez et Wentz). Trois soirs plus tard à IMPACT!, ils redeviennent champions du monde par équipes, pour la seconde fois, en battant The North (Ethan Page et Josh Alexander). Le 15 août à Emergence, ils conservent leurs titres en rebattant leurs mêmes adversaires.
Le 3 octobre à Victory Road, Alex Shelley perd face à Josh Alexander dans un 4-Way match qui inclut également Ace Austin et Karl Anderson. Le 24 octobre à Bound for Glory, ils ne conservent pas leurs ceintures, battus par The North dans un 4-Way Tag Team match qui inclut également les Good Brothers, Ace Austin et Madman Fulton, ce qui met fin à un règne de 97 jours. Trois jours plus tard, Alex Shelley souffre d'une blessure à la nuque et doit s'absenter entre 6 et 8 semaines. Le 14 novembre à Turning Point, Chris Sabin et James Storm battent XXXL (Acey Romero et Larry D). Le 1er décembre à IMPACT!, Alex Shelley fait son retour de blessure et ils battent XXXL.
Le 16 janvier 2021 à Hard to Kill, Chris Sabin, Moose et Rich Swann perdent face à Kenny Omega et les Young Bucks dans un 6-Man Tag Team match. Le 29 janvier, Alex Shelley est contraint de s'absenter, pour une durée indéterminée, à cause de son autre métier de kinésithérapeute. Le 13 février à No Surrender, Chris Sabin et James Storm ne remportent pas les titres mondiaux par équipes, battus par les Good Brothers dans un 3-Way Tag Team match qui inclut également Private Party (Isiah Kassidy et Marq Quen). Un mois plus tard à Sacrifice, ils perdent face à Violent by Design (Deaner et Joe Doering).
Le 25 avril à Rebellion, Eddie Edwards, Willie Mack et eux perdent face aux mêmes adversaires, Rhino et W. Morrissey dans un 8-Man Tag Team match. Le 15 mai à Under Siege, Chris Sabin ne devient pas aspirant no 1 au titre mondial, battu par Moose dans un 6-Way match qui inclut également Chris Bey, Matt Cardona, Sami Callihan et Trey Miguel.
Le 17 juillet à Slammiversary, il prend sa revanche sur son précédent adversaire. Le 20 août à Emergence, il ne devient pas aspirant no 1 au titre mondial, battu par Ace Austin dans un 4-Way match qui inclut également Moose et Sami Callihan. Le 18 septembre à Victory Road, il ne remporte pas le titre X Division, battu par Josh Alexander. 
Le 23 octobre à Bound for Glory, il ne remporte pas le Call Your Shot Gauntlet match, gagné par Moose, et n'obtient pas de contrat pour le match de championnat de son choix. Le 20 novembre à Turning Point, il bat Ace Austin.
Le 8 janvier 2022 à Hard to Kill, il ne remporte pas le titre mondial de la ROH, battu par Jonathan Gresham. Le 19 février à No Surrender, l'équipe Impact, dont il fait partie, perd à celle d'Honor No More dans un 10-Man Tag Team match. Le 5 mars à Sacrifice, Alex Shelley fait son retour, après un an et un mois et demi d'absence, et bat Jay White.
Le 23 avril à Rebellion, Chris Sabin perd face à Steve Maclin dans un Triple Threat match qui inclut également le catcheur néo-zélandais. Le 7 mai à Under Siege, il prend sa revanche sur son même adversaire. Le 19 juin à Slammiversary, l'équipe Impact Originals, dont les deux catcheurs font partie, bat Honor No More dans un 10-Man Tag Team match.
Le 1er juillet à Against All Odds, ils reforment leur duo et battent Bullet Club (Ace Austin et Chris Bey). Le 12 août à Emergence, Chris Sabin et Kushida perdent face à Violent by Design. À la fin de la soirée, Alex Shelley ne remporte pas le titre mondial, battu par Josh Alexander. Le 23 septembre à Victory Road, ils battent Honor no More (PCO et Vincent).
Le 7 octobre à Bound for Glory, ils ne remportent pas les titres mondiaux par équipes, battus par The Kingdom (Matt Taven et Mike Bennett). Le 18 novembre à Over Drive, ils rebattent le Bullet Club et redeviennent aspirants no 1 aux ceintures. Le 15 décembre à Impact!, ils redeviennent champions du monde par équipes, pour la troisième fois, en prenant leur revanche sur le Kingdom.
Le 13 janvier 2023 à Hard to Kill, ils conservent leurs titres en rebattant Bullet Club et en battant Heath, Rhyno et The Major Players (Brian Myers et Matt Cardona). Le 24 février à No Surrender, Kushida et eux perdent face au Bullet Club dans un 6-Man Tag Team match. Le lendemain à Impact!, ils ne conservent pas leurs ceintures, battus par leurs mêmes adversaires, ce qui met fin à un règne de 78 jours. Le 24 mars à Sacrifice, les trois catcheurs battent Frankie Kazarian, Rich Swann et Steve Maclin dans la même stipulation.
Le 16 avril à Rebellion, ils ne remportent pas les ceintures, rebattus par leurs mêmes adversaires. Le 26 mai à Under Siege, Chris Sabin ne remporte pas le titre X Division, battu par Trey Miguel. Ensuite, Alex Shelley bat Eddie Edwards, Frankie Kazarian, Jonathan Gresham, Moose et Yuya Uemura dans un 6-Pack Challenge pour devenir aspirant no 1 au titre mondial. Le 9 juin à Against All Odds, Chris Sabin redevient champion X Division, pour la 10e fois, en prenant sa revanche sur son même adversaire et remporte le titre pour la première fois de sa carrière. À la fin de la soirée, Alex Shelley devient le nouveau champion du monde en battant Steve Maclin et remporte le titre pour la première fois de sa carrière.
Le 15 juillet à Slammiversary, Chris Sabin ne conserve pas sa ceinture, battu par Lio Rush, ce qui met fin à un règne de 36 jours. À la fin de la soirée, Alex Shelley conserve son titre en battant Nick Aldis. Le 27 août à Emergence, Josh Alexander, Kushida et eux perdent face à Bully Ray, Brian Myers, Lio Rush et Moose dans un 8-Man Tag Team match. Le 8 septembre à Victory Road, ils ne remportent pas les ceintures, battus par The Rascalz (Dez et Wentz).
Le 9 décembre à Final Resolution, ils perdent face à Josh Alexander et Zack Sabre Jr.
Le 13 janvier 2024 à Hard to Kill, Chris Sabin conserve son titre en battant El Hijo Del Vikingo et Kushida dans un 3-Way match. À la fin de la soirée, Alex Shelley ne conserve pas sa ceinture, battu par Moose, ce qui met fin à un règne de 218 jours. Le 23 février à No Surrender, Alex Shelley ne remporte pas la ceinture, rebattu par son même adversaire dans un No Surrender Rules match. À la fin de la soirée, Chris Sabin ne conserve pas sa ceinture, battu par Mustafa Ali, ce qui met fin à un règne de 167 jours. Le 8 mars à Sacrifice, Kushida et eux perdent face au même adversaire et Grizzled Young Vets (James Drake et Zack Gibson) dans un 6-Man Tag Team match. Le 23 mars à Impact!, ils font leur dernière apparition au sein de la compagnie et annoncent officiellement leur départ.

### World Wrestling Entertainment (2024-...)

#### Débuts àSmackDownet champions par équipes (2024-...)
Le 13 septembre, ils signent officiellement avec la World Wrestling Entertainment.
Le 18 octobre à SmackDown, ils font leurs débuts dans le show bleu, disputent leur premier match et ensemble, ils battent Los Garza (Angel et Berto) et A-Town Down Under (Austin Theory et Grayson Waller) dans un Triple Threat Tag Team Qualifying match. La semaine suivante à SmackDown, ils battent #DIY (Johnny Gargano et Tommaso Ciampa) pour devenir aspirants no 1 aux ceintures par équipes, puis deviennent les nouveaux champions par équipes en battant la Bloodline (Tama Tonga et Tonga Loa) et remportent les titres pour la première fois de leurs carrières.
Le 6 décembre à SmackDown, ils ne conservent pas leurs ceintures, battus par #DIY dans un match revanche, ce qui met fin à un règne de 42 jours.

## Palmarès
- All American Wrestling
  - 1 fois AAW Tag Team Championship[1],[113]

- Deadlock Pro-Wrestling
  - 1 fois DPW Worlds Tag Team Champions

- Game Changer Wrestling
  - 1 fois GCW Tag Team Champions

- New Japan Pro Wrestling
  - 1 fois IWGP Junior Heavyweight Tag Team Championship[1]
  - 1 fois Strong Openweight Tag Team Championship

- Pro Wrestling ZERO1-MAX

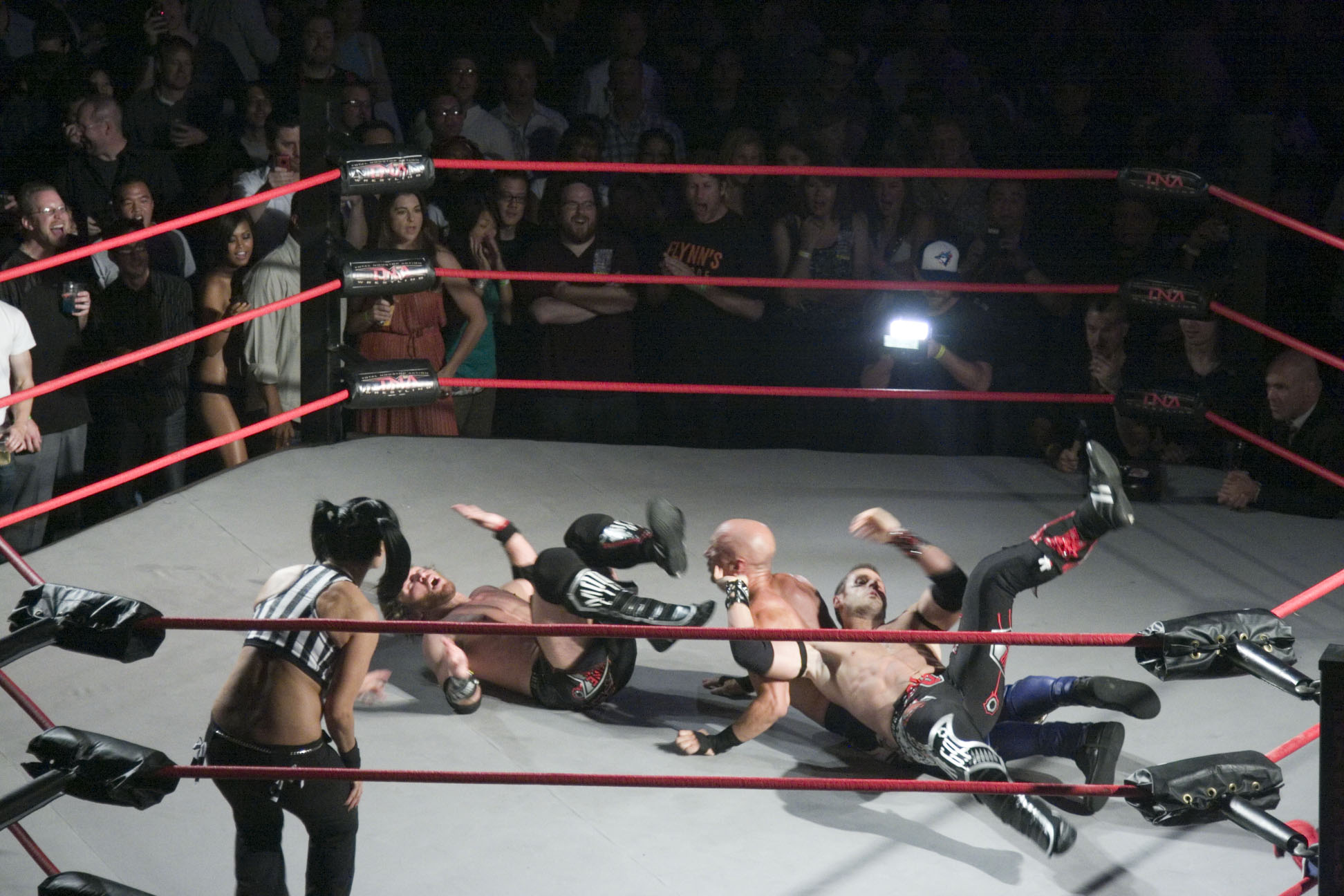
Les Motor City Machine Guns effectuant une prise combinée sur Daniels.

  - 1 fois ZERO-1 MAX International Lightweight Tag Team Championship[114]

- Ring of Honor
  - 1 fois ROH World Tag Team Championship

- Total Nonstop Action Wrestling/Impact Wrestling
  - 3 fois TNA/Impact World Tag Team Champions
  - 2 fois TNA X Division Championship - Chris Sabin (1) et Alex Shelley (1)[115]
  - Équipe de l'année (2007, 2022)[116]
  - Gauntlet for the Gold (2008 – Tag Team)
  - TNA X Division Championship Tournament (2009) - Shelley[1]

- World Wrestling Entertainment
  - 1 fois WWE Tag Team Championship